# François-Auguste Gevaert
François-Auguste baron Gevaert (ook Frans August Gevaert; Huise, 30 juli 1828 - Brussel, 24 december 1908) was een Belgisch componist en organist. Hij wordt in de muziekgeschiedenis vooral herinnerd als muziekpedagoog en conservatoriumdirecteur en als musicoloog, die publiceerde over muziek in de Oudheid, kerkmuziek, orkestratie en instrumentatie.

## Levensloop
Gevaert was de zoon van een bakker en de jongere broer van klavierbouwer Vitus Gevaert, en achterkleinzoon van Pieter Francis Gevaert, burgemeester van Huise in de 18de eeuw. Hij studeerde harmonie en contrapunt bij Martin-Joseph Mengal, de directeur van het Koninklijk Conservatorium van Gent. Op 15-jarige leeftijd werd hij organist aan de Jezuïetenkerk te Gent.
Nadat hij in 1847 met zijn cantate Le roi Lear laureaat werd van de Prix de Rome, de Belgische staatsprijs voor compositie, manifesteerde hij zich als operacomponist. Zijn grote opera Hugues de Somerghem ging op 23 maart 1848 in Gent in première en op 5 januari 1849 werd zijn opera La comédie à la ville gecreëerd. Daarna reisde hij met het stipendium van de Prix de Rome door Frankrijk, Spanje, Italië en Duitsland, om zich uiteindelijk in 1853 in Parijs te vestigen. Het Théâtre Lyrique voerde zijn eenakter Georgette op, waarna nog zeven opera's volgden die of door het Théâtre Lyrique, of door de Opéra-Comique met wisselend succes werden opgevoerd.

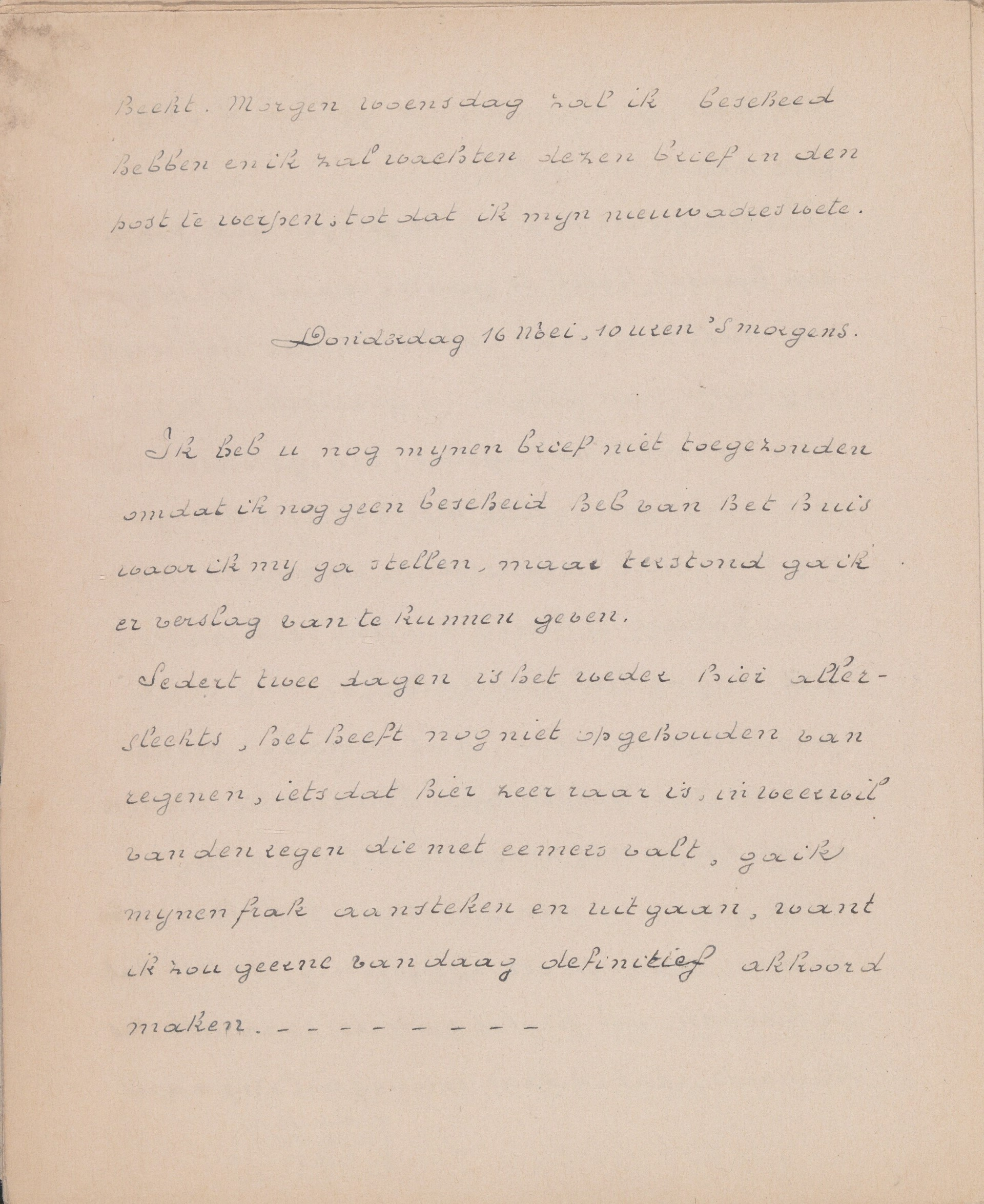
Gevaert hield een dagboek bij wanneer hij door de verschillende landen reisde. Dit is een fragment uit het manuscript "Reis in Spanje", geschreven in 1850-1852.

Gevaert had in Parijs aanzien verworven en in 1867 werd hij artistiek directeur van de Opéra, een machtige functie in het belangrijkste operahuis van Europa. Het uitbreken van de Frans-Duitse Oorlog maakte een einde aan zijn succesvolle carrière in Parijs en hij kwam naar België terug.
Hij werd op 26 april 1871 de opvolger van François-Joseph Fétis als directeur van het Koninklijk Conservatorium te Brussel. Hij verbreedde het vakkenaanbod aan het conservatorium en kon beroemde muzikanten en componisten aantrekken als docent, onder wie Henri Vieuxtemps, Eugène Ysaÿe, Edgar Tinel, Paul Gilson en Arthur De Greef. Het niveau werd onder zijn leiding verhoogd. Gevaert stichtte de Sociéte des Concerts du Conservatoire, samengesteld uit professoren en de beste studenten, waarmee hij werken uitvoerde van Bach, Händel, Gluck, Haydn, Mozart en Beethoven. In zijn Brusselse jaren wilde Gevaert niet meer dat zijn opera's werden opgevoerd. Net als Fétis speelde hij een belangrijke rol in het herwaarderen van oude muziek, van de oudheid tot de 18de eeuw.
In 1907 werd hij door koning Leopold II van België tot baron benoemd.
Hij componeerde talrijke liederen en orkestwerken. Als musicoloog verdiepte hij zich voornamelijk in de muziek van de oudheid en de middeleeuwen. Gevaert werd internationaal gewaardeerd; zo werd hij in 1851 door de Spaanse koningin Victoria Eugénie van Battenberg te Rome onderscheiden als Ridder in de Orde van Isabella de Katholieke. In Duitsland werd hij in 1895 lid van de sectie muziek van de Pruisische Academie van de Kunsten, Berlijn. In Pruisen werd hij tot Ridder in de Orde Pour le Mérite voor Wetenschappen en Kunsten gekozen.

## Composities

### Werken voor orkest
- 1848 Ouverture "Flandre au lion"
- 1850 Fantasia sobre motivos españoles
- La feria Andaluza

### Missen, cantates en gewijde muziek
- 1908 Grand’ Messe de Noël «Puer Natus Est Nobis»
- 1853 Requiem, voor mannenkoor en orkest
- 1843 Te Deum
- Kerstcantate

### Wereldlijke cantates
- 1847 België
- 1847 Le roi Lear
- 1856 Évocation patriotique
- 1857 De Nationale Verjaerdag
- 1859 Le retour de l'armée
- 1864 Jacques van Artevelde

### Muziektheater

#### Opera's
| Voltooid in | titel                              | aktes   | première                                  | libretto                                          |
| ----------- | ---------------------------------- | ------- | ----------------------------------------- | ------------------------------------------------- |
| 1848        | Hugues de Zomerghem                | 3 aktes | 23 maart 1848, Gent                       | Victor Prilleux                                   |
| 1848        | La comédie à la ville              | 1 akte  | 5 januari 1849, Gent                      | Victor Prilleux                                   |
| 1851        | Les Empiriques                     | 1 akte  |                                           | Gustave Vaëz                                      |
| 1853        | Georgette ou Le Moulin de Fontenoy | 1 akte  | 27 november 1853, Parijs, Théâtre Lyrique | Gustave Vaëz                                      |
| 1854        | Le Billet de Marguerite            | 3 aktes | 7 oktober 1854, Parijs                    | Adolphe de Leuwen en Léon Lévy, genoemd Brunswick |
| 1855        | Les Lavandières de Santarem        | 3 aktes | 25 oktober 1855, Parijs                   | Adolphe-Philippe Dennery en Grangé                |
| 1858        | Quentin Durward                    | 3 aktes | 25 maart 1858, Parijs                     | Eugène Cormon en Michel Carré, naar Walter Scott  |
| 1859        | Le Diable au moulin                | 1 akte  | 13 mei 1859, Parijs                       | Eugène Cormon en Michel Carré                     |
| 1860        | Le château-trompette               | 3 aktes | 23 april 1860, Parijs                     | Eugène Cormon en Michel Carré                     |
| 1861        | Les Deux Amours                    | 2 aktes | 31 juli 1861, Baden-Baden                 | Eugène Cormon en Amédée Achard                    |
| 1864        | Le Capitaine Henriot               | 3 aktes | 29 december 1864, Parijs                  | Victorien Sardou en Gustave Vaëz                  |
|             | Roger de Flor                      |         | niet uitgevoerd                           |                                                   |

#### Operettes
| Voltooid in | titel | aktes  | première            | libretto                             |
| ----------- | --- | ------ | ------------------- | ------------------------------------ |
| 1861        | La Poularde de Caux; samen met: Antoine-Louis Clapisson, Jean-François-Eugène Gautier, Jean Alexandre Ferdinand Poise, Auguste-Ernest Bazille en Sylvain Mangeant | 1 akte | 17 mei 1861, Parijs | Adolphe de Leuwen en Victor Prilleux |

### Werken voor koren
- Entre le boeuf et l'âne gris, voor gemengd koor
- Le bel ange du ciel, voor gemengd koor
- Le message des anges, voor gemengd koor
- Le Sommeil de l’enfant Jésus, voor gemengd koor
- Supra flumina Babylonis, psalm voor mannenkoor en orkest
- Vers L'Avenir - L'Expansion Belge, voor mannenkoor en piano - tekst: Gentil Theodoor Antheunis

### Vocale muziek
- Canticum Natalitiæ, voor zangstem en orgel
- Chanson joyeuse de Noël, voor zangstem en orgel
- Concert de midi, voor tenor en piano
- Noël du XVIIIe siècle, voor zangstem en orgel
- Nous sommes trois souverains princes, voor zangstem en orgel
- Ô Nuit, heureuse nuit, voor zangstem en orgel
- Philipp van Artevelde, ballade
- Voisin, d’où venait ce grand bruit ?, voor zangstem en orgel
- Naar Wijd en Zijd (Vers l'Avenir), volkslied van Belgisch Congo

### Kamermuziek
- Kwartet, voor klarinet, hoorn, fagot en piano

## Publicaties
- Traité général d'instrumentation, Gent en Liège (Luik), 1863
- Histoire et théorie de la musique de l'antiquité, Gent, 1875-1881, 2 vols.
- Nouveau traité d'instrumentation, Parijs, 1885
- Les origines du chant liturgique de l'église latine, 1890
- Cours méthodique d'orchestration, Parijs en Brussel: Lemoine, 1890
- La mélopée antique dans le chant de l'église latine, Gent, 1895-1896
- Les problémes musicaux d'Aristote, 1899
- Les gloires d'Italie
- Chansons du XV. siècle